# Эвери, Исаак
Исаак Эрвин Эвери (англ. Isaac Erwin Avery; 20 декабря 1828 — 3 июля 1863) — американский плантатор и офицер армии Конфедерации, участник американской гражданской войны. Погиб на второй день битвы при Геттисберге и знаменит в основном письмом, которое написал своей кровью, лежа на Кладбищенском холме около Геттисберга.

## Ранние годы
Исаак Эрвин Эвери родился в Сван-Паундс, в округе Берк, Северная Каролина. Он был четвертым сыном Исаака Томаса и Харриет Эрвин Эвери, у которых было 16 детей. Три его брата (в частности полковник Кларк Эвери из 33-го Северокаролинского полка) были убиты во время Гражданской войны.
Эвери был внуком Вейдстила Эвери (1741—1821), героя американской революции, который служил первым главнокомандующим Северной Каролины и однажды дрался на дуэли с Эндрю Джексоном. Исаак около года (в 1847-м) посещал Университет Северной Каролины, но затем занялся управлением плантации своего отца в округе Янси.

## Гражданская война
После отделения Северной Каролины от Союза, Исаак вернулся в округ Барке и вместе со своим братом Альфонсо вступил в роту "Е" 6-го северокаролинского полка. Он командовал ротой в звании капитана, и участвовал в первом сражении при Бул-Ране. В 1862 голду, после сражения при Севен-Пайнс, Эвери получил звание подполковника, а 18 июня 1862 года стал полковником. В этом звании он участвовал в сражении при Гейнс-Милл, где был ранен и выбыл из строя до конца осени. Из-за ранения пропустил второе сражение при Бул-Ране и сражение при Энтитеме. В сражении при Фредериксберге тоже не участвовал, но его брат Кларк командовал 33-м северокаролинским полком в бригаде Джеймса Лэйна. После реорганизации армии его 6-й северокаролинский полк был включен в бригаду Роберта Хука.
После ранения Хука при Чанселорсвилле Эвери временно принял командование бригадой (передав полк майору Сэмюэлю Тейту) и вместе с ней принял участие в Геттисбергской кампании. Его бригада находилась в составе дивизии Джубала Эрли, и он участвовал во втором сражении при Винчестере, поддерживая атаку «луизианских тигров» на федеральный форт. После сражения 54-й северокаролинский полк был оставлен в Винчестере и бригада приняла следующий вид:
- 6-й северокаролинский полк, майор Сэмюэль Тейт
- 21-й северокаролинский полк, полк. Уильям Киркланд
- 57-й северокаролинский полк, полк. Арчибальд Годвин

### Геттисберг

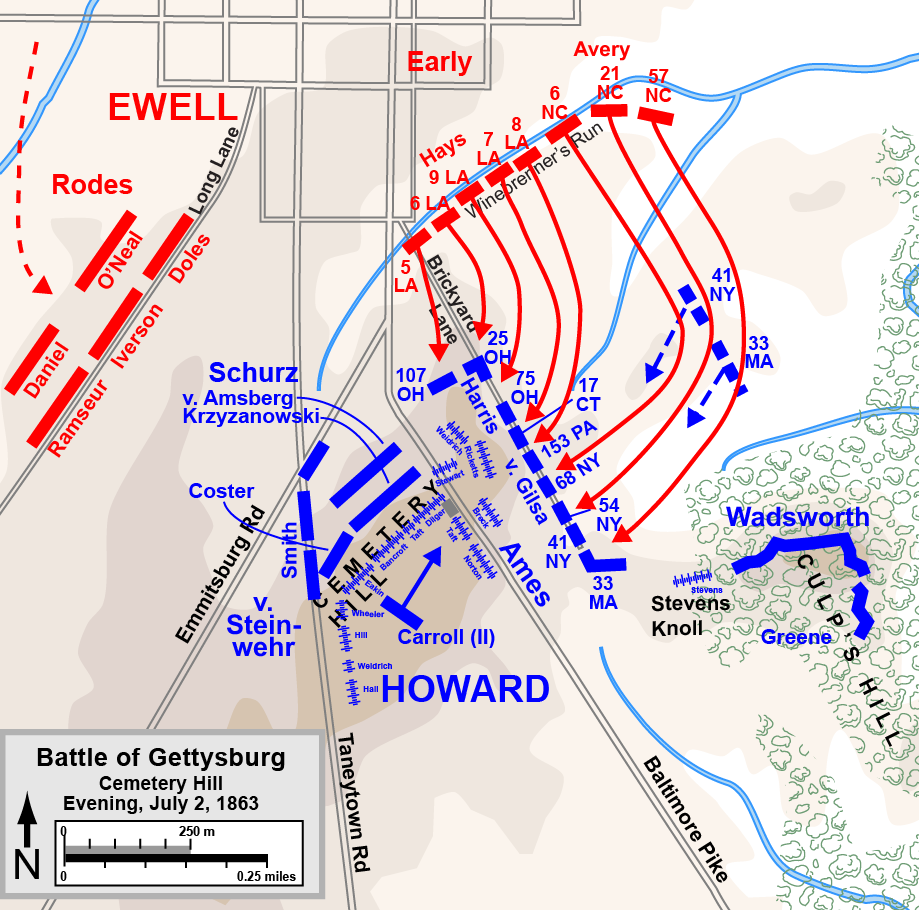
Штурм Кладбищенского холма 2 июля

Эвери было 34 года к началу кампании. Под Геттисбергом 1 июля его бригада наступала севернее и восточнее города и была остановлена федеральной артиллерией с холма Калпс-Хилл. 2 июля генерал Эрли приказал бригадам Эвери и Хайса штурмовать Кладбищенский Холм с востока. В самом начале атаки Эвери получил пулевое ранение в шею и упал с лошади. В результате, атакующая бригада оказалась без командира. Несколько позже солдаты нашли его, частично парализованного. Сэмюэль Тейт, его адъютант и некогда партнер по бизнесу попробовал говорить с ним. Рана не позволяла Эвери разговаривать, поэтому окровавленной левой рукой он написал: «Майор, скажите моему отцу, что я умер лицом к врагу. И. Эвери» (Major, tell my father I died with my face to the enemy. I. E. Avery.)
Эвери умер на следующий день около Геттисберга в полевом госпитале. Он был похоронен в Уильямспорте (Мэриленд) на кладбище Ривервью, а затем перезахоронен на Вашингтонском Конфедеративном Кладбище в Хагерстауне.

## Память
Полковник Арчибальд Годвин, который принял командование бригадой после смерти Эвери, писал в рапорте: «Я узнал, что командир был смертельно ранен. С его смертью наша страна потеряла одного из своих надежнейших и храбрейших сыновей, а армия — одного из самых способных офицеров».
Генерал Эрли в рапорте писал: «С его смертью Конфедерация потеряла хорошего и храброго солдата».